# Boeing Crew Flight Test
Boeing Crew Flight Test (Boe-CFT) — другий тестовий політ пілотованого космічного корабля (КК) Starliner до МКС та перший політ із людьми на борту. Запуск здійснює американська компанія Boeing ракетою-носієм Atlas V N22 (компанії ULA) у рамках контракту з NASA Commercial Crew Development щодо доставки на МКС членів екіпажу та вантажу. 

## Запуск
Запуск декілька разів відкладався та врешті-решт відбувся 5 червня 2024 року. Членами екіпажу космічного корабля стали Бутч Вілмор та Суніта Вільямс.
Планувалось, що Starliner пробуде пристикованим до МКС тринадцять днів, після чого, здійснивши входження в атмосферу, капсула повернеться на Землю, приземлившись на території США. 

## Політ
19 червня 2024 року, як повідомив ресурс Space, повернення Boeing Starliner з астронавтами на борту на Землю буде відкладено ще на кілька днів через усунення несправностей двигуна та запланований вихід у відкритий космос. Зазначається, що 6 червня в ході останньої фази стикування з МКС, 5 з 28 двигунів керування реакцією Starliner вийшли з ладу, хоча чотири з них були відновлені в роботу. Цей інцидент спричинив відкладення виходу у відкритий космос та вимагає додаткового часу для аналізу та підготовки до повернення на Землю.
В перших числах вересня 2024 року, за повідомленням NASA, космічний корабель Boeing Starliner, який зістикований з МКС, став видавати дивні повторювані звуки. Аудіозапис, переданий астронавтами на Землю, опублікували на NASASpaceFlight (NSF). Астронавти припускають, що це може бути пов’язано з неполадками в з’єднанні корабля зі станцією.

## Приземлення та повернення екіпажу
Приземлення космічного корабля було заплановано на 26 червня 2024 року, о 4:51 ранку EDT (11:51 ранку за київським часом) в космічній гавані Уайт-Сендс в Нью-Мексико (США). Однак, як було оголошено, термін повернення екіпажу на Землю затримується щонайменше до 2 липня 2024 року через технічні несправності маневрених двигунів.
У серпні 2024 було повідомлено, що за запасним варіантом, який погоджений з NASA, повернення екіпажу Boeing Starliner на Землю може відбутися тільки в лютому 2025 року.
У NASA висловили занепокоєння стосовно можливості зіткнення «CST-100 Starliner» з МКС після відстиковки космічного корабля від станції, саме через його технічні несправності.
6 вересня 2024 року, за повідомленням агентства Reuters, космічний корабель Boeing Starliner успішно приземлився в пустелі Нью-Мексико (США), завершивши тримісячну випробувальну місію, однак без астронавтів.
Для безпечного повернення членів екіпажу корабля 28 вересня 2024 року до МКС було запущено корабель SpaceX Crew-9, на борту якого було лише двоє членів екіпажу при наявних чотирьох місцях. 18 березня о 05:05 (UTC) корабель SpaceX Crew-9 від'єднався від станції. У результаті Баррі Вілмор та Суніта Вільямс пробули на МКС майже на 9 місяців довше, ніж було заплановано. Невдовзі корабель успішно опустився в Мексиканській затоці. 